# マンハイム - ザールブリュッケン線
マンハイム - サールブリュッケン線 (マンハイム - ザールブリュッケンせん、ドイツ語: Bahnstrecke Mannheim–Saarbrücken) はバーデン＝ヴュルテンベルク州マンハイムとザールラント州ザールブリュッケンを結ぶ複線、電化の幹線鉄道である。この路線はプファルツ地方では最も重要な路線であり、旅客運送の部門にも貨物運送の部門にも国際的な東西線の中枢及びPOS線 (パリ、東フランス、南ドイツの略語) の構成要素として機能している。
マンハイム - サールブリュッケン線はプファルツ＝ルートヴィヒ鉄道から生成されて、ルートヴィヒスハーフェン - ホムブルク区間はこの路線と一致する。残りの区間は1867年から1904年まで建設された。1969年ルートヴィヒスハーフェン中央駅は移転された以来、この路線は現在の形態をしている。一部区間は、列車が200 km/hの速度で走行するよう、改修されている。

## 沿線概況
この路線はマンハイム中央駅から始まり、まず数キロメートルの線路は三線複線或いは複々線である。マンハイム駅でリート西部線が分岐して、列車は州境界線のある、コンラート・アデナウアー鉄道橋を渡る。この路線は次にルートヴィヒスハーフェン中駅をへて中央駅に至って、マインツ方面の連結線が他のプラットホームで合流する。列車は南西方向に一直線にシファーシュタットへ走行する。
リムブルガーホーフ駅の北側から高速新線が分岐して、在来線と平行に伸びている。新線はリムブルガーホーフの南端を過ぎて、もっと緩慢な曲線ともっと短い距離でシファーシュタットを迂回する。一方シファーシュタット駅ではヴォェルト方面の線路が左の方へ分岐して、列車は西へ向かう。ボェール＝イゲルハイム駅の真後ろに新線が在来線と合流し、この路線はプファルツ北線の合流点の真向かいまで西へまっすぐに向かう。ヴィサンブール方面のマクシミリアン鉄道がこの路線と合流して、列車はノイシュタット中央駅に到着する。この路線は続いてプファルツ森へ向かって、ライン地溝帯を抜ける。
プファルツ森の中にはこの路線の曲線部の数が確かに増加する。列車は国道39号を沿って、時には立体交差で道路の上で走行する。ノイシュタット - カイザースラウテルン区間には列車が109 mの高度差を超えて12個のトンネルを通過する。この路線はランブレヒトまでシュパイアーバッハ川に沿って続き、ランブレヒト駅では1984年から保存鉄道である「カッコウ鉄道 (Kuckucksbähnel)」、即ちエルムシュタイン谷線が分岐する。
列車はレムブレヒトを過ぎてからホッホシュパイアーバッハ渓流を八度渡って、いくつかのトンネルを通過する。ナイデンフェルス駅の北側ではナイデンフェルス城遺跡及びリヒテンシュタイン城遺跡が見える。列車が上にフランケンシュタイン城遺跡のあるトンネルを通過すると、すぐフランケンシュタイン駅に至る。この路線はフランケンシュタイン駅から西へ向かって続いて、ホッホシュパイアー駅の直前にアルゼンツ谷線の分岐点と合流点がある。列車はフランケンシュタイン駅から、国道48号を横切る架け橋を通過して西へ向かう。プファルツで最も長いトンネルであるハイリゲンベルクトンネルの上にはシュパイアーバッハ小川の水系とラウター川の水系の境界は分かれている。エンケンバッハ方面の線路がこの路線と合流して、列車はすぐにカイザースラウテルン中央駅に到着する。
カイザースラウテルン駅の西側でまずビーバーミュール線が南の方へ、ラウター谷線が北の方へ分岐する。列車はその後一直線でアインジードラーホーフ操車場を、そしてラントシュテゥール経由で西プファルツの平らな沼沢地 (Moorniederung) を通過する。この路線は自然保護区域として指定された草地を沿ってすぐにハウプトシュテゥール駅に至る。列車はブルッフミュールバッハ及びフォーゲルバッハを経由して、州境界線を超えホムブルクへ向かう。ホムブルク中央駅では里程標が31.1 kmから8.3 kmに急に変わり、それはプファルツ・ルートヴィヒ鉄道の起点であったプロイセン国境線から由来する。
ルートヴィヒ鉄道の本線はホムブルク駅からノインキルヒェン方面に右側に、現在には廃線であるホムブルク - ツヴァイキルヒェン線は南へ分岐する。列車はブリース川を渡って聖イングベルト＝キルケル森の北端を沿って走行する。この路線はロールバッハでは高速道路の下を横切るとすぐにランダウ方面の鉄道と合流する。列車はロールバッハ小川と平行に走行して、その河川を三度渡りながら、聖イングベルト、レントリシュ、シェイトを経由する。ハルベルクでザールブリュッケン - サルグミーヌ線が、そして市内でナーヘ谷線がこの路線と合流して、列車は終点であるザールブリュッケン中央駅に到着する。

## 歴史

### プファルツ・ルートヴィヒ鉄道

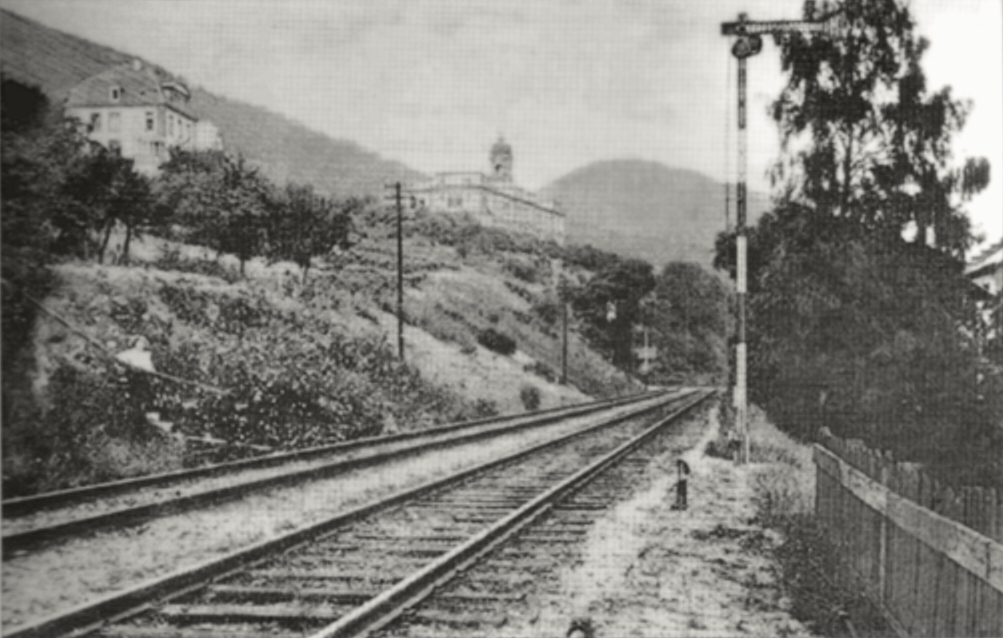
1900年頃ノイシュタットのルートヴィヒ鉄道

聖イングベルトはプファルツ・ルートヴィヒ鉄道の西端の候補地であったが、プロイセン王国の領土拡張の圧力を受けていた。ノインキルヒェンの豊かな石炭資源を顧慮でベクスバッハは西端として決定された。ツヴァイブリュッケン市は市を経由し南側に向かう鉄道を建設することを嘆願した。その場合経路はかなり迂回することとなって、ホムブルク駅の連結線が妥協案として採択された。次にプファルツ森を通過する二つの経路が論議された。デュルクハイム谷を通じる経路では巨大な高架橋が必要であった。フランケンシュタイン上り坂は急勾配で固定された蒸気機関と鋼索鉄道が必要であった。一方ノイシュタット方向の経路では鋼索鉄道が必要ないので、その経路が採択された。プファルツの中心都市であるシュパイアーを終着地とすることも提案された。しかしライン＝ネッカー地域への石炭輸出が最も重要だったので、この提案は可決されなかった。それでもシュパイアー方面の支線も実際には本線と同時に開通された。

1867年6月にプファルツ・ルートヴィヒ鉄道会社はヴュルツバッハ鉄道の一部である聖イングベルク - ハッセル区間を開通した。しかし地形不安定の問題で改善案であるロールバッハ迂回線が採択された。鉄道の移設は軍事戦略上の利点のため、帝国政府が迂回線建設を関与した。プファルツ鉄道は移設プロジェクトに資金を全部調達できなかったので、帝国政府は補助金を支給した。1895年9月7日に聖イングベルク - ロールバッハ区間が開通された。一方ホムブルクと聖イングベルトとの直接連結は両市の関心を引いた。戦略的な理由でロールバッハ - ホムブルク区間の建設は世紀の転換期に決定され、1904年1月1日ロールバッハ - ホムブルク区間が開通された。同時にシャイト - ロールバッハ区間は複線化された。
1914年全体区間の複々線計画が立てられたが、第一次世界大戦が起きてその計画は実現されなかった。戦争の初期には兵力輸送の列車がたびたび通行したが、戦争の経過によって、線路と構造物が損傷を受けた。終戦直後にはライン鉄道橋を経由した旅客列車が運行不能となったが、1919年8月に運行は再開された。

### マンハイム - ルートヴィヒスハーフェン
ライン川の両岸都市に通行量が急増して、1850年代の末期から両都市の鉄道連結が要求されていた。1860年代にバーデン・オーデンヴァルト鉄道の建設により、ルートヴィヒ鉄道をヴュルテンベルク王国を貫通させずにウンターフランケン地方と連結するのが必要であった。マインツとケールの橋梁建設もルートヴィヒ鉄道の競争力損失危険をもたらした。
1862年の初期に両国の条約では、バーデンの鉄道橋の橋脚と橋台設置を担当することが、合議された。バイエルンは鉄道橋の床版及び舗装、線路設置の責任を負った。同年6月にバーデンとバイエルンの代表者達は建設現場で一定の合議をした。それはバーデン本線の起点であるマンハイム駅を割れ目の連結のために移転することであった。しかし工事に関する具体的な論議はまだなかった。1863年ルートヴィヒスハーフェン - マンハイム区間の連絡船がすでに運航されたが、その運航は急激に限界にぶつかった。1865年2月建設工事が始まり、組積構造で用いられた石材はハールト山の採石場で産出された。1867年2月25日ライン鉄道橋が竣工され、同年8月10日に二番目の軌道がその橋の上に追加された。マンハイムの新駅舎は1876年に完工された。

### ザール地域区間
聖イングベルトは1867年既に開通されたヴュルツバッハ線を保有していた。1869年聖イングベルト - ザールブリュッケン区間建設の地域委員会はバイエルン政府ともプロイセン政府とも対面した。バイエルン政府は財政不足の理由で直接的な仲裁を拒絶した。それでもザールブリュッケン市の委員会はザールブリュッケン - サルグミーヌ線との連結の条件で費用を負担すると既に宣言した。しかし普仏戦争で条約はまだ締結されなかった。1872年に利回り保証の法案は通過されたが、ザールブリュッケン駅の急増する通行量と鉄道運営の分割問題のため、ザールブリュッケン市との交渉は難しかった。1877年鉄道建設に関する条約は締結され、聖イングベルト駅の根本的な改築が必要であった。
1879年10月15日聖イングベルト - ザールブリュッケン区間は開業された。その区間はシュヴァルツェンアッカー - 聖イングベルト区間の延伸路線としてザールブリュッケンからの石炭輸送に利用された。それで既存のノインキルヒェン、ベクスバッハへの経路より石炭運送の時間と費用は節約されることができた。それは当時ドイツ帝国に併合されたロレーヌ地方の生産品にも適用された。

### ドイツ帝国鉄道時代

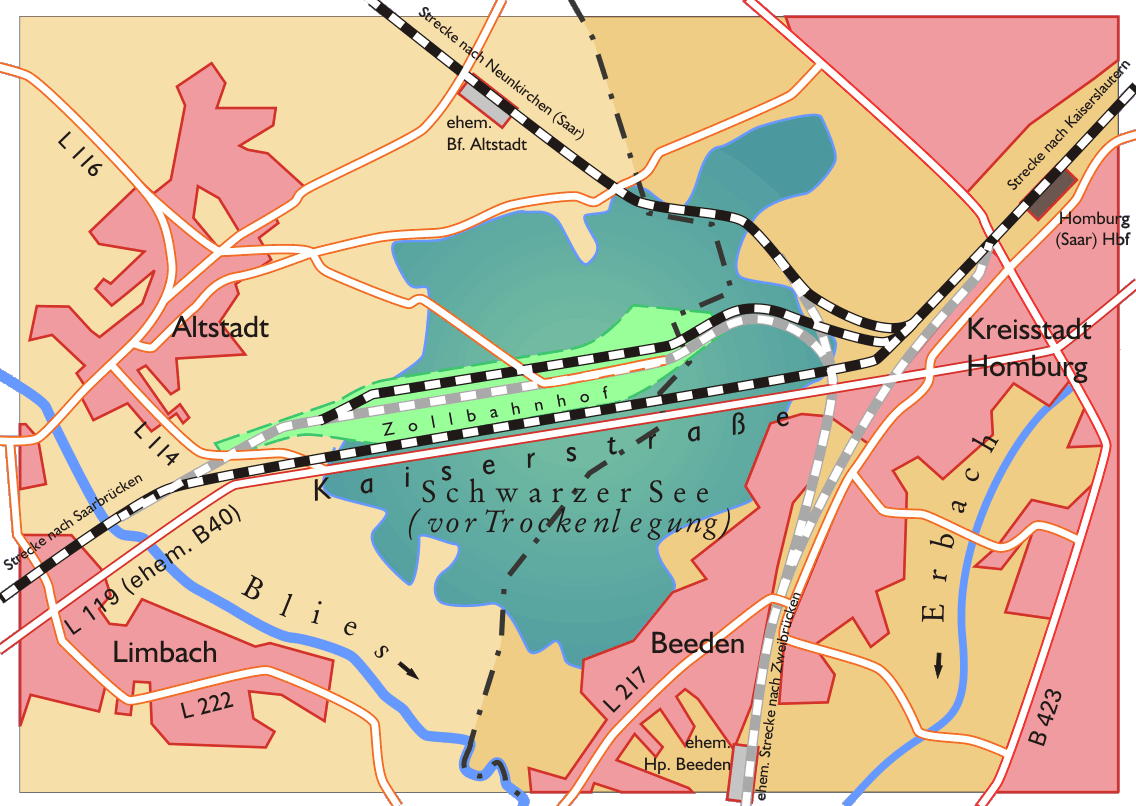
国境駅であったホムブルク西駅

ホムブルク - ザールブリュッケン区間は1920年5月10日から、15年間国際連盟の委任統治を受けて、同期間にフランスの関税地域であったザール地域に、属していた。プロイセン王立鉄道のザールブリュッケン管理局 (Eisenbahndirektion Saarbrücken) を継承したザール鉄道がその区間を担当した。その関係で貨物輸送を担当するホムブルク西駅が開業された。一方残りの区間は帝国鉄道に属して、2年後ルートヴィヒハーフェン管理局に管理されることとなった。1920年にアインジードラーホーフ操車場が開業され、カイザースラウテルンの操車場を取り替えた。
1923年3月から1924年1月までフランスがこの路線を軍事目的で使用したこともある。ライン鉄道橋は重量問題のため、1932年新しい鉄道橋が竣工された。1933年から国境駅であったホムブルク西駅は共産主義者の亡命通路として使用された。1935年からザール地域の帰属でこの路線の全区間は帝国鉄道に属していた。
第二次世界大戦の勃発直後、この路線はドイツ兵力輸送のために利用された。1943年より爆撃のため主要駅と施設物が激しく破壊された。1945年3月ドイツ国防軍は、連合軍の進軍を阻むために、ライン鉄道橋を爆破した。アメリカ軍がプファルツを占領して、マンハイムとルートヴィヒスハーフェンの間に単線のパイル橋を仮橋として建設した。

### ドイツ連邦鉄道時代
1947年ザールラント国内のホムブルク - ザールブリュッケン区間はザールラント国営鉄道によって管轄された。ホムブルクの東側の区間は1949年からドイツ連邦鉄道のマインツ管理局に属していた。1957年1月1日ザールラントがドイツ連邦共和国に帰属されて、この路線は連邦鉄道に属しザールラント国営鉄道の代わりにザールブリュッケン管理局が登場した。
特急列車と国際列車の通行はこの路線にとってかなり重要であったので、電化は1960年から始まり、1964年3月12日に完了した。
1985年と1986年にかけて、ドイツとフランスの実務者グループはLGV東線とドイツへの連結線との関系でザールブリュッケン - ルートヴィヒスハーフェン区間の新線及び改良線の研究を行なった。三つの提案は全区間の改修、プファルツ森区間の高速新線建設、ザールブリュッケン - ホッホシュパイアー区間でアウトバーン6号に並行する新線建設であった。しかしこれらの計画案は実現されなかった。1992年5月22日ドイツとフランスの両国運輸相はマンハイム - ザールブリュッケン線を顧慮して、パリ、東フランス、南ドイツを結ぶ高速線に関する協定を締結した。マンハイム - ザールブリュッケン線の改修に関する報告書が1993年中期に提出されて、内容は四つの改修案の費用と短縮時間を互いに比較・分析することであった。

### ドイツ鉄道時代
1995年からノイシュタット・ボェービヒ駅は乗降場の追加設置でルートヴィヒスハーフェン方面の列車も停車していて、この駅は以前には北の方向へ分岐する北線たけに開放されていた。1998年5月ドイツ連邦とドイツ鉄道はマンハイム - ザールブリュッケン線の改修に関する、3億5140万マルク相当の財務協定を締結して、このプロジェクトは2004年完了すると概算された。第一段階は車体傾斜式車両は160 km/hで走行するように線路を補強することであった。聖イングベルト - キルケル区間とノイシュタット - ルートヴィヒスハーフェン区間は200 km/hの速度で走行することが可能となった。2003年からシファーシュタットで急行列車及び貨物列車用迂回線路が利用可能である。
2004年5月14日にドイツ鉄道とフランス鉄道線路事業公社はパリ - ザールブリュッケン - ルートヴィヒスハーフェン区間の欧州鉄道交通管理システム及び保安装置設置に関する了解覚書へ署名した。160 km/h以上の走行に要求されるETCSレベル2の保安装置設置は2008年末期まで完了するべきであったが、その計画は後に延期された。列車はカールスルーエ運転指令所で遠隔操作で統制されるよう取り決められた。2007年5000万ユーロの資金が線路の改修へ投資されたが、プファルツ森の貫通区間は、本来計画と違って、変化無しに保たれている。

## 運行形態

### 遠距離路線
- ICE/TGV82: パリ東 - ザールブリュッケン - カイザースラウテルン - マンハイム - フランクフルト
- ICE50: ザールブリュッケン - カイザースラウテルン - マンハイム - フランクフルト - エルフルト - ライプツィヒ - ドレスデン
- ICE62: ザールブリュッケン - カイザースラウテルン - マンハイム - シュトゥットガルト
- EC62: ザールブリュッケン - カイザースラウテルン - マンハイム - シュトゥットガルト - ウルム - アウクスブルク - ミュンヘン - ザルツブルク

### 地域路線
ザールブリュッケン - ホムブルク区間はザールラント運輸連合 (Saarländischer Verkehrsverbund, SaarVV) の料金システムが適用される区間であり、ホムブルク - マンハイム区間はライン＝ネッカー運輸連合の管轄区域である。
- 快速列車 (RE 1) : コブレンツ - トリアー - ザールブリュッケン - 聖イングベルト - ホムブルク - カイザースラウテルン - ノイシュタット - マンハイム
- 普通列車 (RB 70) : メルツィヒ - ザールルイス - ザールブリュッケン - 聖イングベルト - ホムブルク - カイザースラウテルン
- 普通列車 (RB 71) : トリーア - メルツィヒ - ザールルイス - ザールブリュッケン - ザールブリュッケン東駅 - シャイト - 聖イングベルト - ロールバッハ - キルケル - ホムブルク